# Jardin Françoise-Hélène-Jourda
Jardin Françoise-Hélène-Jourda (tidigare Square du 20, Rue du Département) är en park i Quartier de la Chapelle i Paris artonde arrondissement. Den är uppkallad efter den franska arkitekten Françoise-Hélène Jourda (1955–2015), som bland annat ritade ZAC Pajol. Parken, som invigdes år 2016, har en ingång vid Rue du Département.

## Bilder
| - Jardin Françoise-Hélène-Jourda. - Jardin Françoise-Hélène-Jourda. |

## Omgivningar
- Saint-Bernard de la Chapelle
- Saint-Denys de la Chapelle
- Sainte-Jeanne-d'Arc
- Jardins d'Éole
- Jardins Rosa-Luxemburg
- Square Marc-Séguin
- Bois Dormoy

## Kommunikationer
- Tunnelbana – linje  – La Chapelle
- Busshållplats Pajol – Département – Paris bussnät

### Webbkällor
- ”Jardin Françoise-Hélène-Jourda” (på franska). Paris.fr. Arkiverad från originalet den 13 oktober 2022. https://archive.ph/YCED3. Läst 13 oktober 2022.
- ”Jardin Françoise-Hélène-Jourda”. Les rues de Paris. https://web.archive.org/web/20190901215521/http://www.parisrues.com/rues18/paris-18-jardin-francoise-helene-jourda.html. Läst 13 oktober 2022.